# Kiriburu
Kiriburu é uma vila no distrito de Pashchimi Singhbhum, no estado indiano de Jharkhand.

## Demografia
Segundo o censo de 2001, Kiriburu tinha uma população de 9545 habitantes. Os indivíduos do sexo masculino constituem 52% da população e os do sexo feminino 48%. Kiriburu tem uma taxa de literacia de 67%, superior à média nacional de 59,5%: a literacia no sexo masculino é de 76% e no sexo feminino é de 57%. Em Kiriburu, 14% da população está abaixo dos 6 anos de idade.